# Мягких, Степан
Степан Мягких (5 февраля 1987) — киргизский футболист, защитник.

## Биография

### Клубная карьера
Во взрослом футболе дебютировал в 2004 году в составе молодёжной сборной Кыргызстана, игравшей в высшей лиге страны на правах клуба. За сезон сыграл 25 матчей и забил один гол — 30 октября 2004 года с пенальти в ворота «Гвардии-РУОР» (2:2).
В 2006 году был в составе клуба «Дордой-Динамо», принимал участие в Кубке Содружества и Кубке президента АФК, но на последнем турнире во всех матчах остался в запасе. «Дордой» стал победителем Кубка президента АФК 2006 года, также в том сезоне стал чемпионом и обладателем Кубка Кыргызстана.
О дальнейших выступлениях футболиста сведений нет.

### Карьера в сборной
Выступал за сборные Кыргызстана младших возрастов, в том числе за команды до 19 и до 21 года. В составе олимпийской сборной Кыргызстана принимал участие в Азиатских играх 2006 года в Катаре.
Включался в заявку национальной сборной Кыргызстана на Кубок вызова АФК 2006 года, но на турнире ни разу не вышел на поле.